# Champawat (miasto)
Champawat (hindi चंपावत) – miasto w północnych Indiach w stanie Uttarakhand, na pogórzu Himalajów Małych.
Populacja miasta w 2001 roku wynosiła 3958 mieszkańców.